# Metafonik
Metafonik je četrti studijski album slovenske tolkalske industrial skupine The Stroj, izdan 15. septembra 2013. Izid albuma sta napovedala singla »Metafonik« in »Zombie Hunters«; slednjega je pospremila tudi krajša računalniška videoigra.

## Glasba
Glasba je veliko bolj elektronsko orientirana kot material s prejšnjih albumov, o čemer je idejni vodja skupine Primož Oberžan povedal sledeče: »Album Metafonik smo ustvarjali v času velikih sprememb, tako družbenih kakor tudi v sami zasedbi kolektiva. Večina kompozicij je tako šla skozi dolgotrajen proces metamorfoz, ki so največkrat vodile od mehansko tolkalskih zasnov preko elektromehanske nadgradnje do elektronske finalizacije. Izhodiščna ideja, ki nas je vodila skozi ustvarjalni proces, je bila kritična uporaba tehnologije. Kljub izraziti elektronski nadgradnji kompozicij je celotna ritem sekcija še vedno v rokah živih ljudi, ki z zamahi rok v kolektivnem duhu poganjajo glasbeno mašino naprej v sebi lastnem ritmu.«

## Seznam pesmi
1. »Zombie Hunters« – 3:40
2. »Voyage Extraordinaire« – 4:03
3. »Metafonik« – 3:35
4. »Spirits« – 4:40
5. »Mirror Clock System« – 3:30
6. »Hangar« – 3:58
7. »Hang On« – 3:22
8. »Samogon« – 3:37
9. »Berlin« – 3:55
10. »Triton« – 4:24

## Zasedba
Povzeto po Bandcamp strani albuma.
- The Stroj – izvedba, snemanje
- Aldo Ivančič – produkcija
- Primož Oberžan – izdelava inštrumentov
- Stane Špegel – produkcija, oblikovanje naslovnice